# نووی قپچاق
نووی قپچاق (به لاتین: Novy Kipchak) یک منطقهٔ مسکونی در روسیه است که در باشقیرستان واقع شده‌است.